# Ladonie

Ladonská vlajka
Poměr stran: 13:21

Varianta ladonské vlajky s konturami skandinávského kříže
Poměr stran: 13:21

Ladonie je mikronárod na pobřeží průlivu Kattegat v jižním Švédsku, který vznikl roku 1996 po dlouholetém soudním sporu mezi Lars Vilksem a místní samosprávou o dřevěné konstrukce Nimis a kamennou konstrukcí Arx.

## Symboly Ladonie
Vlajka Ladonie je tvořena zeleným listem o poměru stran 13:21 se skandinávským křížem stejné barvy. Protože však vlajka vypadá jednotně zeleně (#009000, RGB: 0, 144, 0) a byla zaměnitelna se starší Libyjskou vlajkou, je běžně užívána varianta s bílým vyznačením kontur kříže. Rozměry polí „různých” barev jsou vertikálně 5:3:5 a horizontálně 5:3:13.

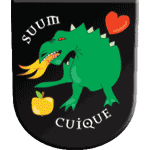
Znak Ladonie

Znak Ladonie je používán správou a vládou země, objevuje se na mincích, oficiálních dokumentech a na webových stránkách. Objevuje se také na výrobcích a zboží.
Hymna Ladonie existuje ve dvou variantách. Jednu složil Greve Jan Lothe von Eriksen a je hrána, „když je kámen vržen do vody”.  Druhou složil ministr zdravotnictví a lze ji popsat jako tónovou báseň o vývoji ladonské svobody.
Jazyk Ladonie obsahuje pouze dvě slova: „waaaall“ a „ÿp“.  Úředním jazykem je latina, akceptována je však i angličtina, švédština, norština, dánština, finština, němčina a francouzština.
Měna Ladonie je Örtug. 1 Örtug je přibližně 1 euro nebo 10 švédských korun.

## Galerie

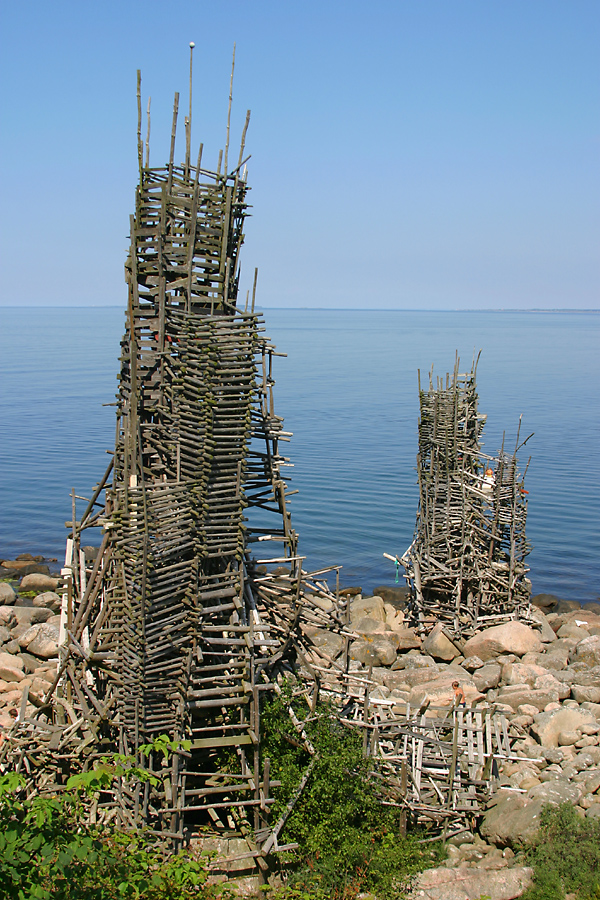
Nimis, konstrukce z naplaveného dřeva
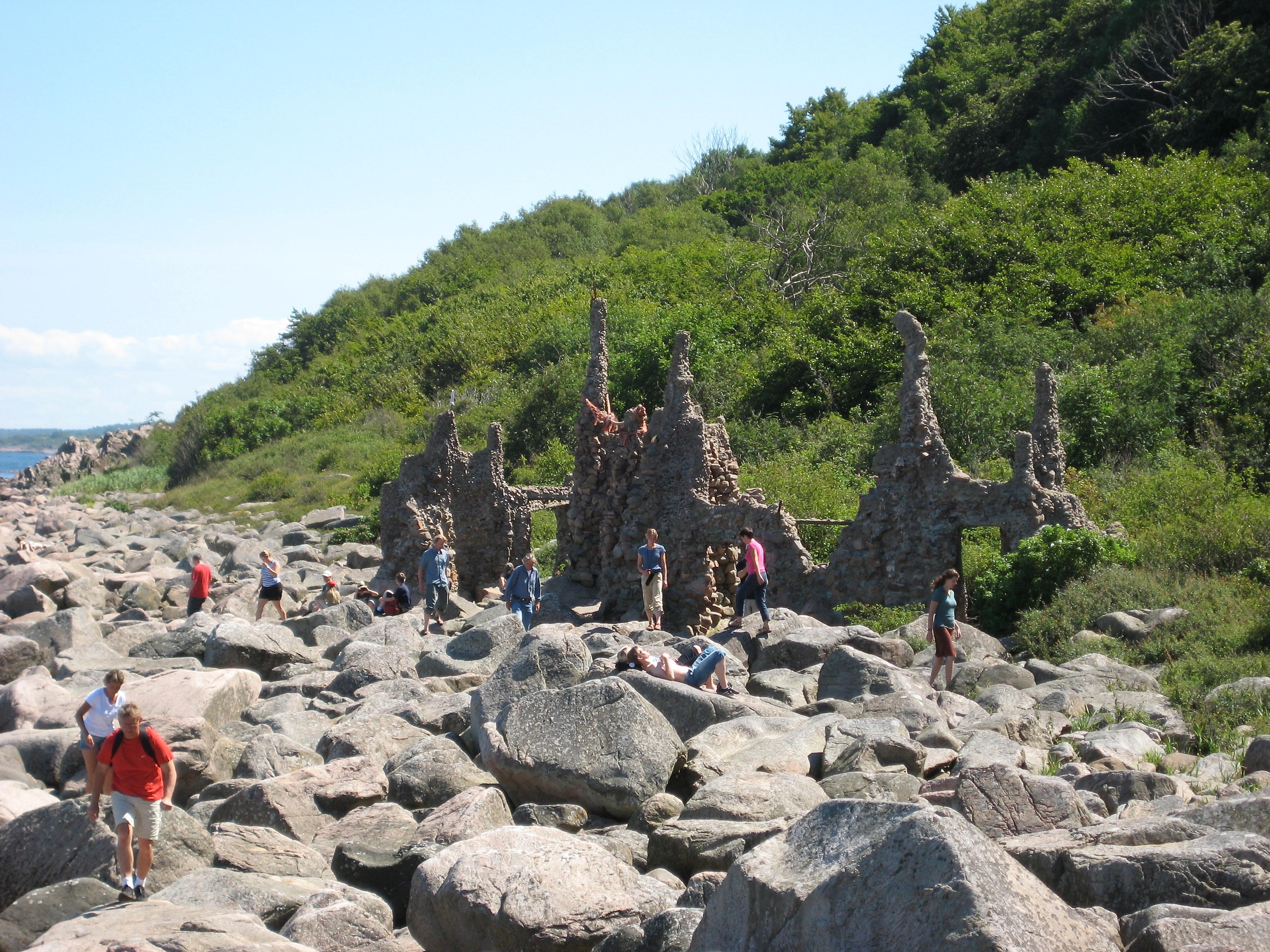
Arx, pevnost kamene a betonu
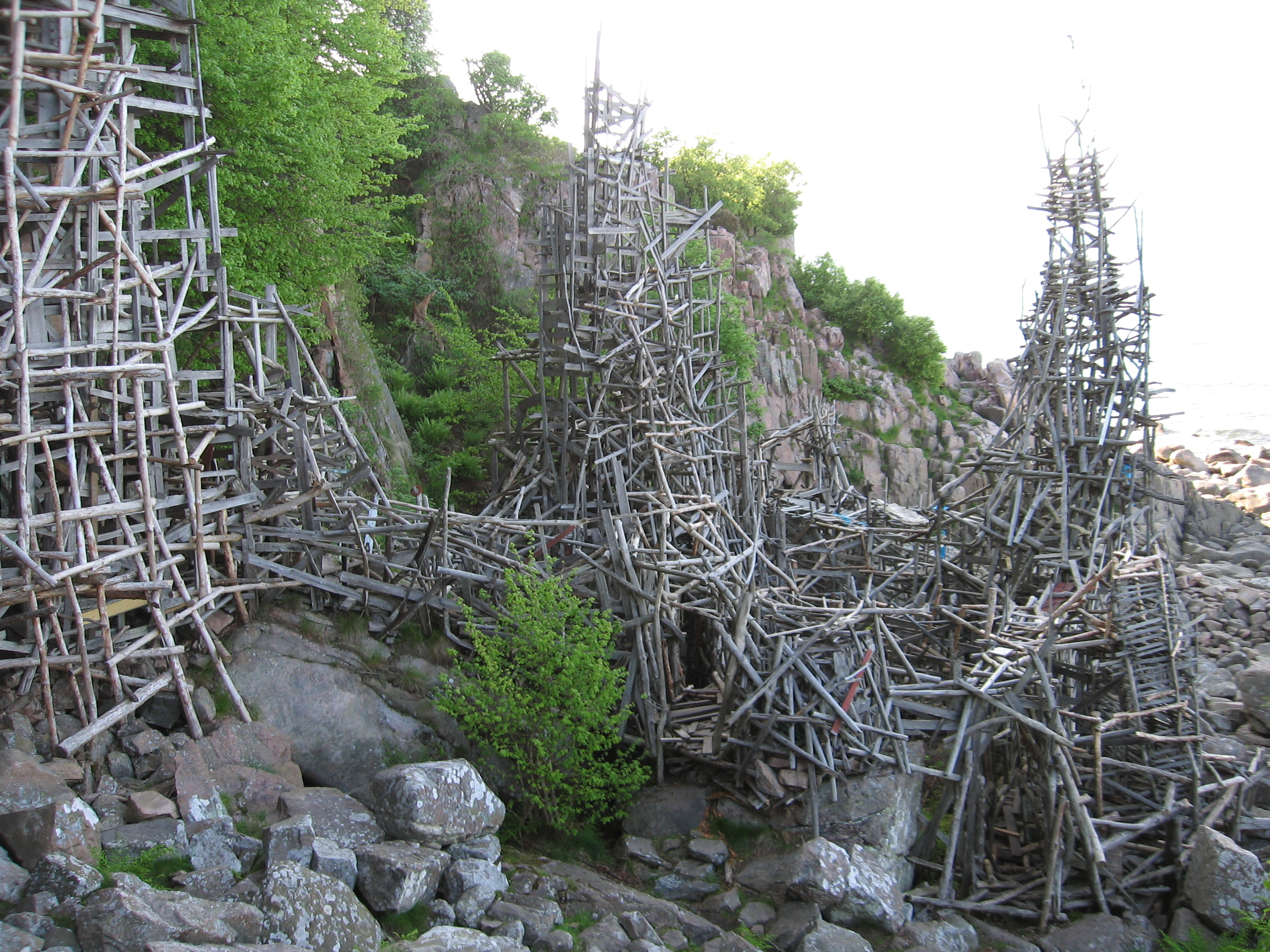
Nimis, bližší pohled
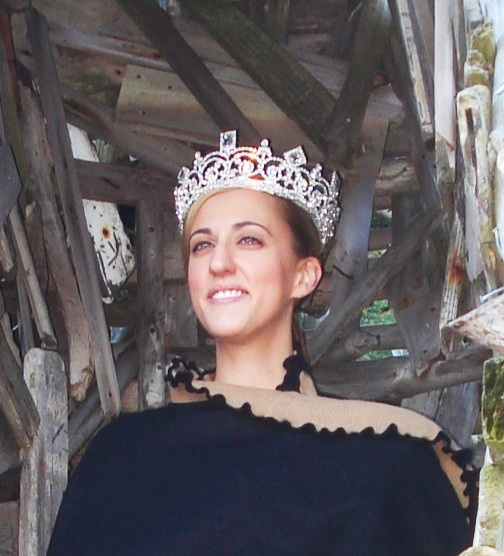
Královna Carolyn po korunovaci v roce 2011